# Хуманитарна гимназия „Св. св. Кирил и Методий“ (Велико Търново)
Хуманитарната гимназия „Св. св. Кирил и Методий“ е най-старото училище в град Велико Търново, България.

## История
През 1836 г. възрожденския отец Зотик, прави опит за откриване на Първото взаимно училище. През есента на 1839 г. към църквата „Св. Никола“ възниква общинско училище. През следващата 1844 г. в училището постъпва на работа и даскал Петър (Пеню) Давидов от Лясковец. Тревненецът Кънчо Кесаров е назначен като учител през 1851 година. От тази година към църквата работят две училища: взаимно училище на даскал Никола Златарски и класовете с по-висок тип образование, което осъществява даскал Кънчо Кесаров. Седем години по-късно класното училище, се премества в сградата на бившето гръцко училище. От 1854 до 1885 училището е класно. Пръв директор на училището е д-р Васил Берон. Учители от други страни са били: Алонс Бюнтер от Швейцария, Александър Кулев от Болград, Иван Амзел – Унгария, Карел Шкорпил – Чехия, Ото Хорейши – Чехия, Райвонд Улрих – Грац.

### Великотърновска държавна мъжка гимназия „Св. Кирил“
Училището „Св. Кирил“ прераства в гимназия през 1872 г. През 1885 – 1886 училището се преобразува в седемкласна гимназия „Св. Кирил“. През 1888 година учебното заведение получава статут на държавно училище. 472 ученика се обучават през учебната 1889/1890. През 1891, гимназията се структурира по следния начин: долна – с три учебни години и горна – с четиригодишен курс на обучение. През същата година към гимназията е открито Специално духовно училище, чиято учебна програма е подравнена с тази на Самоковската духовна семинария. На 8 октомври 1898 г. започва строежът на нова училищна сграда. През 1901 – 1902 учебна година в „Св. Кирил“ работят 28 учители, от които почти 1/4 имат първа квалификационна степен, а 1/3 – втора. През 1905 г. се празнуват 50 години от възникването на първото класно училище във В. Търново и 25 – годишнината от прерастването на училището в гимназия. Тогавашният министър на просвещението проф. Иван Шишманов въвежда специални награди за изявени учители. Между наградените са и преподаватели в гимназията „Св. Кирил“ – Моско Москов, Йордан Кулелиев и др. През август 1909 година гимназистът Панайот Хитров редактира младежки есперантски вестник „Юнуло“. След Балканските войни, през 1916 г. се стига до тържественото честване на 11 май – Деня на славянските първоучители – и особено на 1000 – годишнината от смъртта на св. Климент Охридски (27 юли).

### Пълно средно училище „Кирил и Методий“
През 1952 г. мъжката гимназия се преобразува в Пълно средно училище „Кирил и Методий“. През 1970 училището отново е реорганизирано в Единно средно политехническо училище (ЕСПУ). През учебна година (1956 – 1957) обаче средното училище е разделено на две самостоятелни учебни заведения: Първа гимназия „Кирил и Методий“ и Основно училище „Христо Ботев“. През 1987 година излиза „Негаснещо просветно огнище“ – сборник, посветен на 100 – годишнината от възникването на гимназията.

### Хуманитарна гимназия „Св. св. Кирил и Методий“
През 1992 година ЕСПУ „Св. св. Кирил и Методий“ се преобразува в Хуманитарна гимназия „Св. св. Кирил и Методий“. През 1993 година в училището се организира Втората национална конференция по история за ученици от хуманитарните гимназии. От 2006 година в Хуманитарна гимназия съществува и Театрална студия. Участниците в тази студия представят:„Народните будители“, „Коледата е възможна“, „Криворазбраната цивилизация“, както и „Най-чудното чудо“.
През 2015 г. в сградата на Хуманитарна гимназия „Св. св. Кирил и Методий“ е разкрит филиал на Медицински университет – Варна, в който се обучават студенти по специалностите от регулираните професии „Медицинска сестра" и „Акушерка" с образователно-квалификационна степен „бакалавър".

## Дарители на гимназията
- д-р Никола Пиколо – 12 000 франка
- Ахилей Теодориди – дарява библиотеката си, събирана 174 г.
- Наследниците на търговеца Илия Попов – 2500 златни лева
- Митрополит Иларион – 4000 лв. за подпомагане на доказано бедни деца
- Митрополит Антим, който оставя 9500 лв.
- Петър Керемекчиев – 25 000 златни лева.[6]

## Директори на гимназията
- Сирманов - 1891 г.

...
- Цаню Василев 1940 – 1944
- Живко Георгиев 1944 – 1945
- Никола Церовски 1945 – 1948
- Илия Илиев 1948 – 1949
- Георги Георгиев 1949 – 1959
- Никола Джамбазов 1959 – 1963
- Йордан Кирвиков 1963 – 1969
- Димитър Папазов 1969 – 1972
- Анастасия Обретенова 1972 – 1979
- Митка Янева 1979 – 1992
- Милко Донев 1992 – 2005
- Славка Чехларова 2005 – 2010
- Тамара Драганова 2010 – 2013
- Галя Пенкова 2013 – 2014
- Донка Андреева 2014 – 2015
- Жоржета Ангелова 2015 – 2018
- Павлин Витанов 2018 –

## Възпитаници
- акад.Никола Ирибаджаков
- проф. Илия Янкулов
- Асен Разцветников
- Антон Дончев
- Ангел Каралийчев
- Константин Кисимов
- Деньо Чоканов
- Рафаел Михайлов
- Матей Шопкин